# Катастрофа със самолет на „Виекес Еър Линк“ през 1977 г.
На 19 декември 1977 г. пътническият самолет „Бритън-Норман Айленд“, който изпълнява редовен международен полет на „Виекес Еър Линк“ от летище „Сейнт Крой-Александър Хамилтън“, Сейнт Крой, Вирджинските острови, Съединените американски щати, до летище „Виекес“, Виекес, Пуерто Рико, се разбива в Атлантическия океан близо до Виекес и убива 5 от общо 10 пътници и екипажа на борда на машината.
Разследването, което последва, обвинява пилота поради предполагаема неадекватна предполетна подготовка или планиране, което по-късно довежда до неправилно управление на наличното гориво на самолета, което води до изгасване на двата двигателя и неизбежна катастрофа.
Приблизително седем години по-късно друг „Бритън-Норман Айленд“ на „Виекес Еър Линк“, който изпълнява полет 901A на „Виекес Еър Линк“ по същия маршрут, се разбива близо до същото място заради същите проблеми с двигателя.